# Media Luna
Media Luna è un comune di Cuba, situato nella provincia di Granma.